# Y.1731

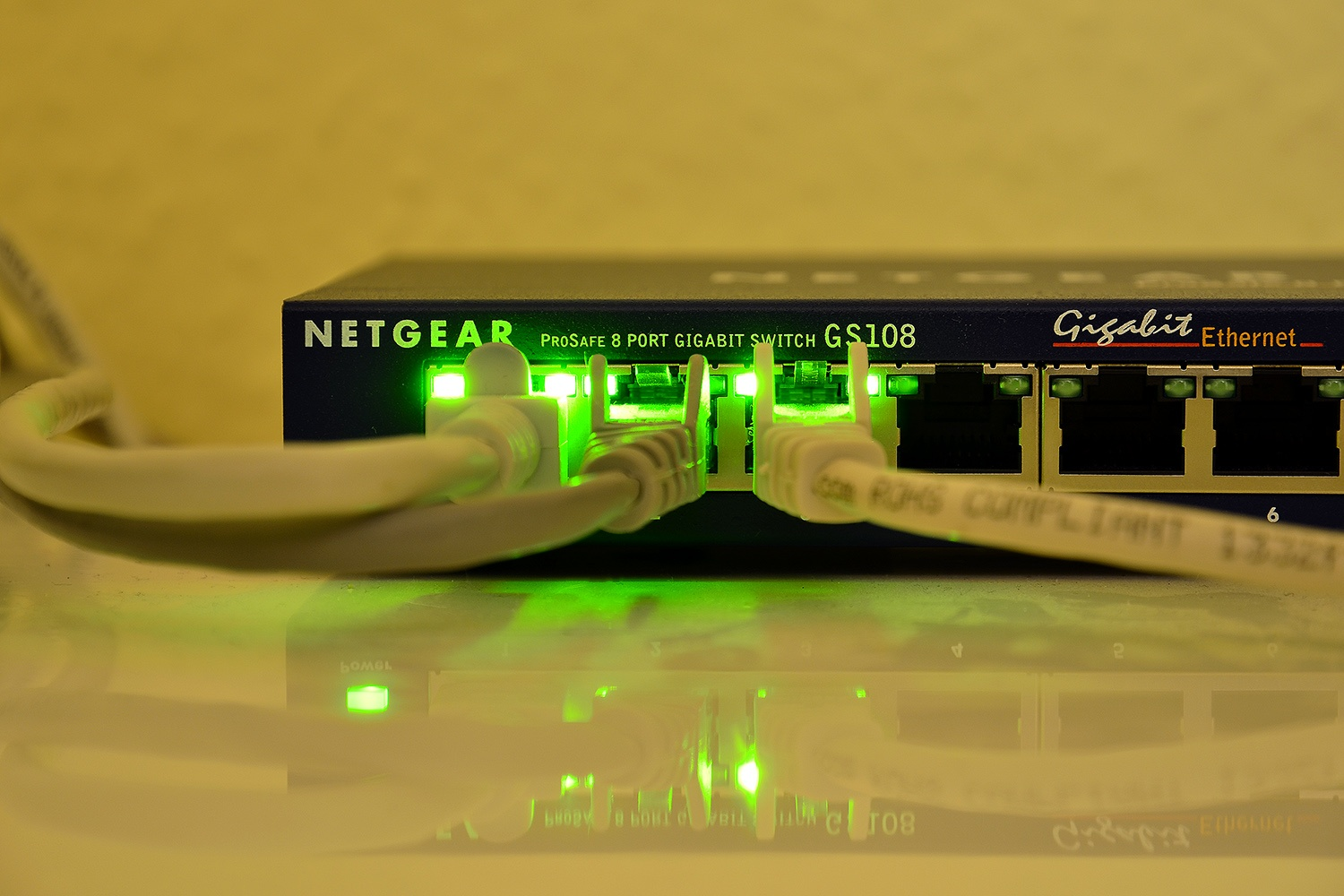
Módulo en función.

Y.1731 es un estándar internacional que define funciones de Operaciones, Administración y Mantenimiento (OAM) y mecanismos para redes basadas en ethernet.

## Definiciones
Y.1731 define:
- Dominios de mantenimiento, sus puntos de mantenimiento constituyentes y los objetos gestionados necesarios para crearlos y administrarlos
- La relación entre los dominios de mantenimiento y los servicios ofrecidos por los puentes de proveedores y los puentes con reconocimiento de VLAN
- Los protocolos y procedimientos utilizados por los puntos de mantenimiento para mantener y diagnosticar fallas de conectividad dentro de un dominio de mantenimiento.
- Supervisión del rendimiento